# Bree Van de Kamp
Bree Van de Kamp (nata Mason, successivamente Hodge e Weston) è un personaggio della serie televisiva Desperate Housewives, interpretato da Marcia Cross.
Bree è l'unica protagonista a non comparire in tutti gli episodi, a causa della gravidanza della sua interprete Marcia Cross, gli sceneggiatori hanno poi deciso di inserire una finta gravidanza di Bree in modo da reinserire il personaggio.

## Caratteristiche
Bree è la più anziana delle casalinghe e, dopo Susan Mayer, è quella (tra le quattro protagoniste) che vive a Wisteria Lane da più tempo. All'inizio della prima stagione è sposata con Rex Van de Kamp, con il quale ha due figli, Andrew e Danielle, e circa due anni dopo la morte di Rex sposa in seconde nozze Orson Hodge.
Bree viene mostrata come una donna cortese, dalla bellezza ineccepibile tanto quanto algida, elegante e raffinata, rigorosa con un forte senso del dovere. È di fede presbiteriana e da fervente conservatrice è una sostenitrice del Partito Repubblicano. Il suo rigido moralismo e la sua propensione alla precisione sono però anche una sua debolezza: Bree, infatti, soffre di disturbo ossessivo-compulsivo di personalità ed è dedita alla maniacale ricerca della perfezione assoluta. Applica la sua dottrina perfezionista su ogni situazione della vita, e ciò si ripercuote spesso a suo scapito. Bree maschera spesso le sue emozioni dietro un sorriso cordiale e sfoga le sue frustrazioni in solitudine, talvolta facendo le pulizie.
Gli hobby di Bree sono la cucina, per la quale è riconosciuta come una cuoca eccellente, e le armi da fuoco, della quale ha una grande conoscenza e sa usare perfettamente. Abita al numero civico 4354 di Wisteria Lane; è l'unica casalinga che non deve affrontare problemi finanziari in tutta la serie.

## Trama
Bree Mason nasce esattamente nel giorno della festa della repubblica americana, il 4 luglio del 1962, cresce in un contesto familiare molto rigido e puritano ed è figlia unica. Il padre, un procuratore che intratteneva una relazione extraconiugale con la sua segretaria, era quasi completamente assente nei suoi confronti e quindi Bree passava la maggior parte del suo tempo insieme ai suoi 3 cani domestici e alla madre, la quale le ha insegnato che va sempre mantenuta un'apparenza impeccabile nonostante i propri problemi, fattore che caratterizzerà maggiormente Bree nell'età adulta. All'età di dieci anni Bree perde la madre, investita fatalmente da un'auto pirata durante il periodo natalizio, e non le viene dato il supporto psicologico necessario. In un aneddoto legato alla tragedia, Bree racconta di essere stata lei stessa, lasciata sola a casa, a lavare via il sangue dalla strada. La seconda moglie del padre, una donna chiamata Eleanor, è fredda e distaccata nei suoi confronti (anche se da lei apprende di non trascurare mai il proprio aspetto fisico), pertanto la ragazzina si ritrova ad affrontare la propria crescita da sola. Nel periodo del college Bree, che era fidanzata con un certo Ty Grant, conosce Rex Van De Kamp, che sposa dopo poco tempo nonostante la disapprovazione di tutta la sua famiglia; nei primi anni del suo matrimonio Bree è una donna libera, spontanea e allegra, ma con il tempo diventa sempre più ossessiva e perfezionista.

### Prima stagione
Nel primo episodio della serie, Bree appare come una donna dalla vita sociale, familiare e coniugale apparentemente perfetta. Tuttavia, il suo matrimonio è in crisi, il figlio maggiore Andrew è sfrontato, la figlia Danielle disobbediente e tutto questo le provoca gravi tensioni. Inoltre, il marito Rex le chiede il divorzio in quanto è stufo della "casalinga perfetta" che è diventata. Bree però non si perde d'animo e si affida ad uno psicologo di coppia. La coppia resiste su un equilibrio precario finché Bree non scopre la relazione del marito con Maisy Gibbons, una casalinga che si prostiuisce in segreto che soddisfa i gusti feticisti di Rex, colto da un infarto durante un loro incontro. Bree decide di separarsi e iniziare una relazione platonica con il suo farmacista, George Williams, ossessionato dalla donna. Intanto Bree scopre dell'omosessualità di Andrew e organizza una cena con il reverendo per tentare di cambiarlo; gli atteggiamenti del figlio diventano sempre più insostenibili tanto che viene recluso in un istituto di correzione minorile. Quando la donna recupera il suo rapporto con il marito, George lo avvelena gradualmente con delle pillole al potassio alterato che Rex è costretto ad assumere per il cuore, fino a provocarne la morte.

### Seconda stagione
Bree organizza il funerale di Rex e cerca di gestire la sua difficile vedovanza. Da quando la suocera Phyllis arriva a Wisteria Lane, per lei comincia una serie ininterrotta di difficoltà che proseguiranno in un crescendo di frustrazioni e conflitti. Il primo problema che si trova ad affrontare sono i sospetti che la polizia inizia a nutrire su di lei a causa del ritrovamento nella sala d'ospedale in cui era ricoverato Rex di un biglietto su cui lui aveva scritto "Bree, capisco e ti perdono". I sospetti sono incoraggiati dalla madre dell'uomo, convinta che Bree abbia rovinato la vita di suo figlio. Lei però è decisa a difendersi dalle accuse e sceglie George Williams, l'unico responsabile della morte di suo marito. La loro relazione naufragherà quando Bree si rende conto della pericolosità dell'uomo, e ne assiste al suicidio senza agire per aiutarlo dopo che lui si rifiuta di confessare il suo crimine.
Inoltre Bree si trova a fare i conti con i nuovi vicini, Betty Applewhite e suo figlio Matthew. Betty infatti tiene rinchiuso in cantina il figlio ritardato Caleb, che si ritiene essere l'assassino della fidanzata di Matthew, Melanie Foster. Dal primo istante Bree capisce che qualcosa non va e riesce a convincere anche le altre casalinghe.
Per di più Bree è oggetto dei ricatti del figlio Andrew, che arriverà a farsi picchiare dall'amante gay Justin per ottenere l'emancipazione. Lei inizia ad avere gravi problemi di alcolismo e a frequentare poi gli alcolisti anonimi dove si innamora del suo sponsor, Peter. Anche questa relazione avrà breve durata poiché, a causa della sua ossessione per il sesso, Peter è convinto da Andrew ad avere un rapporto con lui, cosa che fa perdere totalmente la pazienza di Bree, che abbandona suo figlio in una stazione di servizio lontano da casa. La figlia Danielle fugge con Matthew Applewhite, vero assassino di Melanie. Bree ha un esaurimento nervoso e si fa ricoverare, per poi fuggire dalla casa di cura e salvare la figlia Danielle quando scopre che è ostaggio di un omicida.

### Terza stagione
Sei mesi più tardi Bree ritrova Orson Hodge, l'amico dentista di Susan che aveva incontrato alla Clinica Psichiatrica. Orson le chiede la mano e lei sembra accettare di buon grado. Durante il festeggiamento per l'annuncio del loro fidanzamento, Carolyn Bigsby, una sua ex vicina, lo accusa di essere l'assassino della ex moglie, Alma Hodge, scomparsa in circostanze misteriose. Ciononostante Bree decide di sposarlo. Quando sta per partire per la luna di miele, Bree vede in televisione il figlio Andrew vivere come un barbone. Vinta dai sensi di colpa, Bree e il marito lo trovano e lo riportano a casa, e viene a sapere da Orson che Andrew ha dovuto guadagnarsi da vivere raccattando dall'immondizia, e talvolta, a prostituendosi. Inoltre, scopre che la figlia ha una relazione con un suo professore, ma riuscirà a convincerlo ad abbandonarla per tornare dalla moglie. Danielle tenta il suicidio poiché in cerca di attenzioni. Andrew scherza sull'accaduto e Orson, esasperato dalla situazione, convince Bree a portare tutta la famiglia da un terapeuta. Intanto, Carolyn torna a farsi viva, mostrando i segni delle violenze domestiche perpetrate contro Alma dal marito. La cosa sconvolge Bree che, chiedendo spiegazioni a Orson, viene a sapere che Harvey Bigsby, il marito di Carolyn, aveva una relazione con Monique Poulier, una donna  assassinata di cui lo stesso Orson era stato amante. Bree, stufa delle angherie di Carolyn, le rinfaccia il tradimento del marito e la donna, impazzita, cerca di uccidere il marito nel suo supermercato, prendendo come ostaggi fra i clienti Lynette, Nora, Julie e Edie.
Successivamente, Bree riesce a mettersi in contatto con la madre di Orson, Gloria Hodge, scoprendo che non era pazza come Orson le diceva. Decide di ospitarla in casa sua, nonostante la contrarietà di Orson. La convivenza è apparentemente pacifica, ma il vero scopo della donna è quello di far rompere la relazione dei due in quanto, con sorpresa di tutti, Alma è ancora in vita. Gloria, essendo una donna molto religiosa, considera il figlio e la prima nuora ancora vincolati dal matrimonio. Alma dal canto suo, è determinata a riconquistare il marito, e si trasferisce anche lei a Wisteria Lane. Il ritorno delle due donne causa una serie di problemi. Alla fine, Orson rivela a Bree che era stata sua madre ad uccidere Monique Poulier, per punire l'adulterio del figlio, che usò come espediente la presenza di Mike, presente nell'abitazione della donna per riparare un guasto idraulico, per scagionare se stesso e la madre. Non riuscendo a separare Bree da suo figlio, Gloria cerca di ucciderla una prima volta facendola cadere da uno scaletto, e successivamente drogandola e mettendola in una vasca da bagno, inscenando un suicidio. Orson, che aveva ricevuto un messaggio ambiguo da parte di Gloria, corre a casa e salva Bree. Ha una colluttazione con Gloria, che viene paralizzata da un ictus, rimanendo incapace di muoversi e parlare, e la porta nel giardino della casa di Alma accanto al cadavere di quest'ultima, morta cadendo dal tetto. Il mattino seguente la vicina Ida trova i corpi delle due donne e chiama la polizia, che trova all'interno della casa di Alma un biglietto in cui la donna si sarebbe suicidata per il rimorso di aver ucciso l'amante del marito, ed alla vista del cadavere Gloria si sarebbe sentita male. Danielle, intanto, che aveva una relazione sessuale con il nipote di Edie, fidanzato con Julie, scopre di essere incinta e Bree decide di portarla con sé in luna di miele. La donna mette la figlia in un convento in Svizzera, e al suo ritorno a Wisteria Lane simula una gravidanza per nascondere lo scandalo.

### Quarta stagione
Bree prosegue la sua finta gravidanza, e nonostante le innumerevoli difficoltà, riesce a nascondere a tutti la verità. In occasione della festa organizzata da Bree per il nascituro fa la sua ricomparsa Phyllis, madre di Rex, che era venuta a conoscenza della gravidanza della nuora. Proprio in quest'occasione Phyllis scopre la finta gravidanza di Bree e l'imminente nascita del figlio di Danielle, la quale sarà convinta ad andare dalla nonna per non restare nel convento in cui Bree l'aveva rinchiusa. Attraverso uno stratagemma Bree ed Orson riescono a farla tornare a casa; dove vive nascosta. Durante la festa di Halloween, organizzata dalla coppia gay trasferitasi nella vecchia casa degli Applewhite, Danielle partorisce il bambino grazie al marito di Katherine, nuova arrivata, che viene chiamato Benjamin Thyson Hodge. Oltre il peso della finta gravidanza Bree deve affrontare per l'appunto l'arrivo della nuova casalinga Katherine, che sembra esserle rivale in eleganza, buon gusto e perfezione. In seguito a un tornado la casa di Bree viene in parte distrutta e sarà costretta a trasferirsi a casa di Susan. Durante la permanenza da Susan, Bree organizza il Ballo dei Fondatori con l'aiuto di Katherine, la serata va così bene nonostante qualche litigio tra le due che decidono di iniziare a lavorare insieme come organizzatrici di eventi. Mike Delfino, successivamente, scopre il segreto di Orson a causa del suo sonnambulismo: era stato lui ad investirlo. Bree così decide di cacciare di casa suo marito, che si rifugia a casa di Edie. La stessa sera Edie, ubriaca, bacia Orson e Bree che ha assistito per caso alla scena ne rimane sconvolta. Tra Bree ed Edie comincia una guerra di colpi bassi che culminerà con Edie che ricatta Bree minacciandola di rivelare a tutti il segreto su Benjamin Hodge, che è figlio del nipote della stessa e di Danielle. Bree allora confessa tutta la verità alle sue amiche che decidono di troncare l'amicizia con Edie, costretta a lasciare Wisteria Lane. La stagione si conclude cinque anni dopo: Bree sta per pubblicare un libro di cucina e lavora con il figlio Andrew che diventa il suo agente; è ancora felicemente sposata con Orson.

### Quinta stagione
Nel corso dei cinque anni trascorsi tra la quarta e la quinta stagione, Bree ha raccolto i frutti del successo dell'azienda di catering di cui è socia fondatrice assieme a Katherine, ed ha anche scritto un libro, Cucinare come ai vecchi vecchi tempi, in cui si firma signora Van de Kamp. Questi successi culminano con la sua nomina a donna d'affari dell'anno, decretata dalla camera di commercio di Fairview. Contemporaneamente, però, suo marito Orson ha dovuto costituirsi per il tentato omicidio di Mike, in modo da riconquistare l'affetto della moglie. Questo lo ha costretto a trascorrere alcuni anni in prigione, ad essere radiato dall'ordine dei dentisti e ad avere notevoli difficoltà a ritrovare un lavoro una volta uscito. Orson sembra così vivere sempre di più all'ombra della moglie, che tra l'altro accusa di essersi mostrata troppo debole quando la figlia Danielle ha reclamato il figlio Benjamin. Esasperato dalle difficoltà della disoccupazione, costringe Bree ad assumerlo nella sua azienda di catering, causando un diverbio con Katherine. Ma anche questa soluzione non dura: l'uomo scopre che il figliastro Andrew guadagna più di lui ed inizia così a rubare piccoli oggetti preziosi in maniera compulsiva dalle case degli amici. Bree è sconvolta, e cerca di restituirli segretamente. Orson le promette di smettere, ma una notte si introduce in casa dell'anziana Rose Kemper che, scambiandolo per la Morte, lo colpisce con una mazza. Orson, scappato sulla strada, è evitato per un pelo da Edie, che si schianta contro un palo della luce e muore poco dopo. Il rapporto tra Bree e Orson, nonostante il tentato furto di Orson in casa Kemper rimanga segreto, degenera al punto che Bree si reca da un avvocato divorzista. Dopo che Susan, però, fa un accenno all'indole spietata del suo ex-marito Karl, Bree decide di rivolgersi a lui, con la speranza di riuscire, anche se in maniera illecita, a tutelare il patrimonio guadagnato con l'azienda di catering e la vendita del libro. Karl la spinge ad organizzare una finta rapina in casa sua per mettere al sicuro alcuni oggetti che Orson avrebbe potuto reclamare nelle trattative del divorzio, ma il marito scopre per caso il deposito in cui lei aveva accumulati tali oggetti. Minacciando di denunciarla per frode assicurativa, la costringe a rinunciare al proposito di divorziare. Karl, presso cui Bree si è recata per raccontargli tutto, le dice che è la donna più affascinante che abbia mai incontrato, e i due si baciano.

### Sesta stagione
Nella sesta stagione la sua azienda continua ad andare alla grande e Bree continua la relazione con Karl, rifiutandosi però di avere rapporti sessuali. Dopo molte riflessioni, Bree decide di andare contro i suoi principi, commettendo adulterio. Deve fare comunque i conti con la sua coscienza, che le dice di fermarsi. Nel frattempo si vede costretta a licenziare Katherine, che sta per avere un esaurimento nervoso. Nella decima puntata, Karl paga un pilota di aerei per volare su Wisteria Lane durante il concerto natalizio, portando uno striscione con cui chiede a Bree di sposarlo. La donna lo viene a sapere e si infuria perché non vuole che si sappia nulla nel quartiere e così Karl si chiude nel "laboratorio di Babbo Natale" con Orson, rivelandogli che lui e Bree hanno una relazione clandestina e che vuole sposarla dopo che lei avrà ottenuto il divorzio. Orson allora si scaglia contro Karl e i due cominciano a picchiarsi. Bree entra nel laboratorio per sedare la lite, ma in quel momento l'aereo affittato da Karl si schianta su Wisteria Lane, travolgendo il laboratorio. Nell'episodio seguente si scopre che Karl è morto per le ferite riportate e che probabilmente Orson resterà paralizzato. Bree allora immagina la vita sposata con Karl e conclude che lui l'avrebbe tradita con l'insegnante di yoga e che nel frattempo Orson sarebbe morto di crepacuore in un monolocale. Dopo il ritorno a casa di Orson, tra lui e Bree ci sono diversi scontri: Orson non riesce ad accettare la sua condizione di disabile e non perdona alla moglie il tradimento. Fortunatamente, dopo qualche tempo ritorna la pace in famiglia, in seguito all'intenzione di Bree di ricominciare di nuovo tutto dimenticando il passato (nel frattempo Orson ha anche tentato il suicidio). Successivamente, Bree assume un nuovo dipendente, Sam Allen, che conquista la donna con i suoi modi raffinati ed eleganti. Il ragazzo riesce a farsi assegnare da Bree il ruolo di Andrew e a farlo licenziare dopo un litigio con la madre. Questa scopre inoltre che Sam era figlio illegittimo di Rex, il suo defunto marito, per cui lo tiene con sé in azienda e lo considera parte della famiglia. Il ragazzo inganna Bree inventandosi un passato fatto di rinunce e umiliazioni per aver accudito la madre morente: un giorno, però, al supermercato, Bree apprende che la madre di Sam non è affatto morta e lavora proprio come commessa al supermercato. Dopo averlo scoperto, Bree decide di liberarsi di Sam, sempre più preoccupata dalle sue intenzioni. Sam però non cede: ricatta così Bree chiedendole la sua azienda in cambio del silenzio sulla morte della madre di Carlos Solis, investita da Andrew dieci anni prima. Bree consegna a Sam l'intera società, ma Orson, che non sapeva nulla di questo fatto fino a quel momento, chiede alla donna di mandare in carcere Andrew, come aveva fatto con lui quando aveva investito Mike Delfino. Bree si rifiuta di farlo e così Orson la lascia e va via di casa, giudicandola un'ipocrita, per averlo trattato diversamente da suo figlio. Nelle ultime scene dell'ultimo episodio, Bree prende da parte Gabrielle per confessarle finalmente la verità riguardo all'incidente che costò la vita di sua suocera.

### Settima stagione
La settima stagione comincia lì dove si era conclusa la sesta. Bree si trova a casa di Gabrielle e le confessa la verità riguardo all'incidente di Juanita. Gabrielle, dapprima arrabbiata con l'amica, decide infine di non dire nulla al marito per non rovinare l'armonia che si è instaurata finalmente nella sua famiglia. Più tardi, Orson passa da Bree per prendere le sue cose. Durante l'incontro i due avranno una breve conversazione nella quale Bree dirà al futuro ex-marito che la sua vita è vuota ormai: non ha più la sua attività, scrivere un altro libro è impossibile, il marito la sta lasciando e l'impulso di bere sta tornando a farsi vivo. La risposta di Orson sarà la consolazione nell'avere fiducia che la donna, qualsiasi cosa farà della sua vita, la farà in maniera straordinaria come aveva sempre fatto. In un primo momento, Bree decide di restarsene tranquilla a pensare al futuro, ma alla fine capisce che deve iniziare a sviluppare un nuovo progetto... e una parte della carta da parati scollata la aiuterà. Bree, infatti, assume il giovane Keith (Brian Austin Green), un manovale quasi trentenne che la aiuterà a rimodernane la casa da cima a fondo. Successivamente, dopo aver scoperto che Orson ha cominciato una relazione con la fisioterapista, Bree comincia a sentirsi sempre più attratta da Keith. Nell'intento di resistergli, Bree finirà anche per investire la figlia di Gabrielle, la quale rimprovererà l'amica e Andrew di essersi alleati contro tutte le Juanita Solis della terra. Dopo molte riflessioni, Bree si arrende alla sua tentazione e decide di flirtare con Keith. Quello che la rossa non sa però è che la sua nuova vicina di casa Renee (Vanessa Williams) ha già puntato gli occhi sul giovane manovale. La determinazione di Bree si farà viva ancora una volta quando saboterà nei modi più assurdi gli appuntamenti tra Renée e Keith. Alla fine la vicina si arrenderà e Bree e Keith intraprendono una relazione. Questa sembra andare per il meglio, specie per quanto riguarda il sesso. Nel quinto episodio infatti, Bree racconta alle amiche che lei e Keith lo hanno fatto per sei ore consecutive. Naturalmente, alla fine dell'episodio la donna dirà al giovane amante che non riesce a sopportare più questi ritmi data la sua età. Un altro problema concernente l'età si verificherà quando Bree scoprirà di essere entrata in menopausa. La donna si reca da una ginecologa, alla quale confida della sua relazione con un focoso trentenne, salvo poi scoprire che la ginecologa è proprio la madre di Keith. Sia lei che il marito sembrano però inizialmente accettare la relazione del figlio con una donna che è praticamente loro coetanea. Questo almeno finché i due non decidono di separarsi e il padre di Keith inizia a fare avances a Bree, la quale ne è parecchio turbata. Keith arriva a trasferirsi a casa sua, ma un ostacolo insormontabile si frappone tra di loro: il ragazzo infatti ha avuto un figlio dalla sua ex-fidanzata, che gliel'ha dapprima tenuto nascosto, per poi renderlo noto a Bree. La quale prima cela a sua volta la realtà al fidanzato, ma alla fine confessa tutto. Keith la perdona, ma quando la madre di suo figlio decide di trasferirsi, lui viene spinto da Bree a seguirla, e la loro relazione giunge al termine. Andrew si ritrova a dover affrontare dei gravi problemi con l'alcool, e Bree lo convince ad andare agli alcolisti anonimi. Andrew sostiene che sia giusto scusarsi con Carlos per quello che ha fatto alla madre, Bree cerca di dissuaderlo ma lui le fa capire che non può sempre proteggerlo e che deve assumersi le sue responsabilità. Confessato tutto Carlos perdona Andrew ma decide di rompere ogni legame con Bree ritenendola un'ipocrita per le menzogne che gli ha sempre raccontato. Bree inizia a uscire con l'affascinante detective Chuck Vance, quest'ultimo dopo aver ottenuto il divorzio dalla moglie intraprende una relazione con Bree. Carlos uccide Alejandro, il patrigno di Gabrielle che la molestava da adolescente e che voleva aggredirla nuovamente, inizialmente Carlos voleva costituirsi alla polizia ma Bree, Susan, Lynette e Gabrielle nascondono il cadavere per proteggerlo, dunque Carlos in segno di gratitudine per Bree decide di perdonarla.

### Ottava stagione
Bree continua a frequentare Chuck, purtroppo una persona misteriosa le invia un biglietto minatorio in cui viene minacciata riguardo alla morte di Alejandro. Bree decide di confidarsi solo con Gabrielle lasciando Susan e Lynette in disparte, intanto la donna scopre che Chuck vuole chiederle di sposarlo ma lei decide di chiudere la loro storia perché pur tenedo a Chuck sente che non è l'uomo col quale vuole passare la vita. Nel quartiere fa il suo arrivo Ben Faulkner, un architetto che vuole edificare nel terreno in cui Alejandro è stato seppellito, Bree confessa la verità a Ben che decide di aiutarla, intanto Reneè inizia a uscire con Ben e non sopporta che Bree gli giri intorno. Chuck, arrabbiato per essere stato lasciato da Bree, inizia a indagare sulla scomparsa di Alejandro ricordandosi di averlo visto nel quartiere di Wisteria Lane, sicuro del fatto che Bree nasconda qualcosa. Bree decide di non dire alle sue amiche che Chuck sta indagando su Alejandro, ma quando lo vengono a sapere, sia di Chuck che del biglietto, si arrabbiano con Bree per i segreti che ha nascosto, Bree cerca di giustificarsi dicendo che si è comportata così per proteggerle, ma Lynette accusa la donna di essere egoista e che si è comportata in quel modo solo per avere controllo sulle amiche. Le indagini di Chuck iniziano a dare i loro frutti e Bree, presa dal panico e dalla solitudine, decide di andare nella camera di un motel per spararsi, ma Reneè (che l'aveva seguita credendo che avesse una relazione con Ben) la ferma in tempo salvandola. Chuck muore dopo essere stato investito da una macchina in corsa e la situazione inizia a migliorare per Bree, ma la donna, ancora sconfortata per solitudine inizia a ricadere nell'alcool e ad andare a letto con degli sconosciuti. Una sera, uno degli uomini con cui aveva avuto un rapporto, inizia a fargli delle violenze, ma alla fine arriva Orson che lo mette al tappeto con un taiser elettrico. Bree gli è riconoscente e presa dalla tristezza decide di raccontargli le vicissitudini dell'ultimo anno. I due iniziano a rifrequentarsi e Orson la convince a venire via con lui e Bree, dopo delle iniziali incertezze, accetta. Prima di partire Bree entra nell'appartamento di Orson e vede del materiale su di lei che Orson cercava di nascondere, infatti lui sapeva della morte di Alejandro perché, ancora ossessionato dalla ex moglie, spiava Bree ormai da mesi, infatti è stato lui a mandare il biglietto minatorio e a uccidere Chuck, solo per tenerla lontana dalle sue amiche e riconquistarla; Bree è inorridita e dunque decide di chiudere per sempre con Orson, l'uomo arrabbiato spedisce del materiale alla polizia su Bree e la morte di Alejandro e dunque il caso viene riaperto. Scoperto del complotto di Orson, le amiche di Bree decidono di ricongiungersi a lei, intanto Bree si rivolge a un avvocato penalista per il caso, Trip Weston, l'uomo inizialmente non era interessato ma quando vede che Bree ha bisogno di aiuto decide di aiutarla. Trip viene a conoscenza dei problemi di alcool di Bree e della sua precedente vita sessuale promiscua, ma decide di guardare oltre, inoltre intuisce che anche se Bree non e colpevole della morte di Alejandro, sa ugualmente chi è l'assassino. Bree inizia a sentirsi attratta da Trip, per via del suo fascino e della sua gentilezza, purtroppo il caso si fa difficile e Bree è ormai spacciata, Trip le dice che prova dei sentimenti per lei e la convince a dirgli la verità, con la promessa di non raccontare niente. Trip infrange la promessa e decide di tradire Bree per proteggerla, ma Karen McCluskey decide di assumersi la colpa dell'omicidio, per via del fatto che ormai ha poco da vivere a causa del suo cancro, in questo modo il caso si chiude. Bree non riesce a perdonare Trip per averla manipolata, ma l'uomo giura che prova dei sentimenti sinceri per lei, Karen cerca di farli ricongiungere e ci riesce, infatti al matrimonio di Ben e Reneè, Bree parla con Trip ed è stupita che lui sia ancora interessato a lei nonostante le cose brutte che ha scoperto su di lei, ma l'uomo le dice di amarla per quella che è, e non per l'immagine fasulla della donna perfetta. Bree e Trip si sposano e si trasferiscono nel Kentucky, e sotto consiglio del marito la donna si dà alla politica entrando nell'Assemblea Legislativa dello stato.